# Suzanne Danco
Suzanne Danco (* 22. Januar 1911 in Brüssel; † 10. August 2000 in Fiesole) war eine belgische Opernsängerin (Sopran und Mezzosopran).

## Leben
Suzanne Danco erhielt ihre Ausbildung am Konservatorium von Brüssel und gewann 1936 einen Gesangswettbewerb in Wien. Danach wurde sie auf Empfehlung von Erich Kleiber noch von Fernando Carpi in Prag unterrichtet. 1940 gab sie in Italien ihre ersten Konzerte und wirkte beim Maggio Musicale Fiorentino in Florenz in einer kleinen Partie in der Uraufführung der Oper Volo di notte von Dallapiccola mit. 1941 trat sie als Gast an der Oper von Genua als Fiordiligi in Così fan tutte auf und war 1942 wiederum beim Maggio Musicale Fiorentino als Donna Elvira im Don Giovanni, 1943 als Dorabella in Così fan tutte zu hören. Sie sang dann vor allem an italienischen Opernhäusern, auch an der Mailänder Scala, wo sie in den italienischen Erstaufführungen von Brittens Peter Grimes die Ellen Orford (1947) und von Strawinskys Oedipus Rex die Jocasta (1948) verkörperte.
Daneben trat sie an der Oper von Rom auf und wirkte an der Scala auch bei Konzerten mit, so 1947 in Brahms´ Deutschem Requiem und der Missa solemnis von Beethoven.
1946 unternahm sie eine Tournee durch die Schweiz und 1954 durch Australien. 1949 übernahm sie bei den Festspielen von Aix-en-Provence die Donna Elvira, 1950 die Fiordiligi und 1956 nochmals die Donna Elvira, 1949 am Teatro San Carlo in Neapel die Marie in Bergs Wozzeck. Bei den Festspielen von Glyndebourne trat sie 1948/49 als Fiordiligi, 1951 als Donna Elvira auf. Fritz Busch, Dirigent dieser Don Giovanni-Aufführungen, beschrieb sie mit diesen Worten: „Diese Frau, persönlich von marmorner Kühle und Unzugänglichkeit, auf der Bühne von künstlerischer Leidenschaft und Makellosigkeit, war eine seltene Ausnahme in der ganzen singenden Weiblichkeit.“
Erfolgreich verliefen auch ihre Auftritte an der Londoner Covent Garden Oper, wo sie 1951/52 als Mimi in La Bohème debütierte. Ihre Engagements führten sie an zahlreiche andere französische Bühnen und amerikanische Opernhäuser. 1965 sang sie am Teatro Comunale Florenz den Cherubino in Figaros Hochzeit, 1966 im Maggio musicale Fiorentino die Geneviève in Debussys Pelléas et Mélisande.
Zu ihren großen Opernrollen gehörten die Mélisande in Pelléas et Mélisande, die Titelrolle in Nina von Paisiello, die Serpetta in La serva padrona von Pergolesi, die Rosina im Barbier von Sevilla, die Norina im Don Pasquale, die Adina in L’elisir d’amore, die Traviata in der gleichnamigen Oper, die Elsa im Lohengrin, die Eva in den Meistersingern, die Sophie im Rosenkavalier, die Marguerite im Faust von Gounod, die Leila in Les pêcheurs de perles von Bizet, die Titelrollen in Manon von Massenet und Louise von Charpentier, die Marie in Smetanas Verkaufter Braut, die Concepcion in L'Heure espagnole von Ravel und die Jocasta in Oedipus Rex von Strawinsky.
Danco war auch eine gefragte Konzertsängerin, die bei ihren Tourneen in aller Welt große Beachtung fand. 1950 bereiste sie die USA als Liedersängerin und widmete ihre Programme vor allem französischen Liedern von Debussy, Ravel und Gabriel Fauré. In den 1960er-Jahren beendete sie ihre Bühnenlaufbahn und trat nur mehr auf Konzertpodien auf, das letzte Mal 1970 als Solistin in Mahlers 4. Sinfonie. Später war sie eine gesuchte Lehrerin an der Accademia Chigiana in Siena.

## Diskografie (Auswahl)
Auf Tonträgern erschienen Gesamtaufnahmen der Opern Pelléas et Mélisande, La damnation de Faust, Orpheus und Eurydike, Le Roi David von Honegger, Figaros Hochzeit, Don Giovanni, L'Heure espagnole, Hoffmanns Erzählungen (Antonia) sowie eine Aufnahme mit dem Sopransolo in der f-Moll Messe von Bruckner. Außerdem singt sie den Sopranpart in der Gesamtaufnahme der h-Moll-Messe von Johann Sebastian Bach unter George Enescu 1951.